# Liste de locutions latines commençant par O

## O
Aller à l'index de locutions latines
O altitudoAbréviation de la formule : O altitudo divitiarum sapientiæ, et scientiæ Dei : quam incomprehensibilia sunt judicia ejus, et investigabiles viæ ejus !  « Ô grandeur de la richesse, de la sagesse et de la science de Dieu ! Comme ses jugements sont incompréhensibles, et ses voies impénétrables ! » Bible, Nouveau Testament, Saint Paul, Épître aux Romains 11, 33. [Traduction : Louis Segond, 1910.]
O Crux ave, spes unica« Salut ô Croix, unique espérance » Dans l'hymne Vexilla Regis du poète chrétien Venance Fortunat (VIe siècle). Inscription se trouvant sur de nombreuses croix et calvaires publics.
O et præsidium et dulce decus meum !« Toi mon appui, toi mon honneur !. » Horace, Odes, 1, 1, 2. Affection manifestée par Horace à son ami et protecteur Mécène.
O fortunatos nimium, sua si bona norint, agricolas« Ô trop heureux s'ils connaissent leur bonheur, les hommes des champs. » Virgile, Géorgiques, 2, 458-459.
O homines ad servitutem paratos« Ô hommes prêts à tout esclavage. » Tacite, Annales, 3, 65. Propos de Tibère, révulsé par l'attitude servile des sénateurs, rapportés par Tacite. Voir ici le récit de Tacite.
O tempora, o mores« Ô temps, ô mœurs ! » Cicéron, Catilinaires, 1, 1. Cicéron s'élève contre les mœurs de son temps qui laissent le séditieux Catilina défier le Sénat. Voir ici le texte de Cicéron. La formule est parfois traduite à contre-sens par "autre temps, autres mœurs".
O tempus edax !Abréviation de la formule Tempus edax rerum « Le temps détruit toutes choses. » Ovide, Métamorphoses, 15, 234. Voir ici le texte d'Ovide.
O ubi campi !« Ô la campagne ! » Virgile, Géorgiques, 2, 486.
Obiit« Il est mort/elle est morte. » Abrégé en ob. sur les pierres tombales.
Oculi plus vident quam oculus« Plusieurs yeux voient mieux qu'un seul. »
Oculos habent et non videbunt« Ils ont des yeux mais ne voient pas. » Bible, Psaume 115. La formule a pour sujet les idoles qui "ont des yeux mais ne voient pas". Voir ici l'extrait du psaume 115.
Oderint dum metuant« Qu'ils me haïssent, pourvu qu'ils me craignent. »
Formule reprise par de nombreux auteurs latins : Accius, Tragœdiarum fragmenta, Atrée, 8 ; Cicéron, Philippiques contre Marc Antoine, 1, 14, 34 ; Cicéron, Plaidoyer pour P. Sextus 48, 102 ; Cicéron, Des Devoirs, 1, 28, 97 ; Sénèque, De la clémence, 1, 12, 4 et 2, 2, 1 ainsi que De la colère 1, 20, 4.
Tibère et Domitien en auraient fait leur devise, mais, à la suite de Suétone, Vie des douze Césars, Vie de Caligula, la formule est surtout attribuée à Caligula.
Odi et amo« Je hais et j'aime. » Catulle, Poèmes, 85. Voir ici le poème de Catulle.
Odit verus amor nec patitur moras« Le véritable amour hait et ne supporte aucun délai. » Sénèque, Hercules Furens, « Hercule furieux », 588.
Oleum camino« [Jeter] de l'huile sur le feu. » Érasme, Adages.
Oleum perdidisti« Tu as perdu ton huile. » L'huile qui a servi à éclairer tes nuits de labeur : "Tu as perdu ton temps, tes efforts." On disait d'un ouvrage laborieux qu'il "sentait l'huile".
Omne ignotum pro magnifico« Tout ce qui est inconnu est fascinant. » L'inconnu prend dans l'imagination une importance sans rapport avec la réalité : trop admirable ou trop terrifiant.
Omne ignotum pro terribili« Tout danger inconnu est terrible. » Variante de la formule précédente.
Omne tulit punctum qui miscuit utile dulci« La perfection, c'est de joindre l'utile à l'agréable. » Horace, Art poétique, 343.
Omnes enim qui acceperint gladium, gladio peribunt« Tous ceux qui prendront l'épée périront par l'épée. » Bible, Nouveau Testament, Évangile de Matthieu, 26, 52. Épisode de l'arrestation de Jésus au Mont des Oliviers ; paroles de Jésus au garde qui a sorti son glaive.
Omnes vulnerant, ultima necat« Toutes blessent, la dernière tue. » Formule affichée sur les cadrans d'horloge et les cadrans solaires en référence aux heures qui passent.
Omnia dicta fortiora si dicta Latina« Un propos prend plus de force lorsqu'il est dit en latin. » Pour le même sens, voir Quidquid Latine dictum sit, altum videtur.
Omnia mea mecum porto« Je transporte avec moi tous mes biens. » Selon Cicéron, Bias, l'un des sept sages, fuyant Priène prise par l'ennemi, à ceux qui s'étonnaient qu'il n'emporte aucun bien, ni meubles ni argent, répondait qu'il les portaient tous avec lui : la droiture, l'honnêteté et la vertu. Voir ici le texte de Cicéron.
Omnia mutantur, nihil interit« Tout change, rien ne meurt. » Ovide, Métamorphoses, 15, 165.
Omnia vincit amor« L'amour triomphe de tout. » ou L'Amour victorieux. Virgile, Bucoliques, 10, 69 : Omnia uincit Amor et nos cedamus Amori. « L'Amour soumet tout et toi aussi, cède à l'Amour. » Voir aussi, dans la même veine Labor omnia vincit improbus.
Omnibus viis Romam pervenitur« Tous les chemins mènent à Rome. »
Omnis homo mendax« Tout homme est menteur. » Ce qui conduit inévitablement au paradoxe d'Épiménide.
Omnium artium medicina nobilissima est« De tous les arts, la médecine est le plus noble. »
Onus probandi incumbit actori« La charge de la preuve d’un fait incombe à celui qui l’allègue. » Adage juridique.
op. cit.Abréviation de Opere citato.
Opera omnia« Œuvres complètes [d'un auteur]. »
Opera posthuma« Œuvres posthumes [d'un auteur]. »
Opere citato« Dans la source citée. » (Forme à l'ablatif.) Dans les écrits universitaires : ouvrage cité précédemment. Abrégé op. cit.
Optimum medicamentum quies est« Le meilleur médicament est le repos. » Formule médiévale.
Ora et labora« Prie et travaille. » Devise de l'ordre monastique chrétien de Saint-Benoît (Bénédictins).
Ora pro nobis« Priez pour nous. » Verset de la prière catholique O Sanctissima, très populaire chez les fidèles catholiques, invoquant la Vierge Marie.
Ordo ab chao« L'ordre né du désordre ; l'ordre issu du chaos. » Serait une devise de l'Ordre maçonnique de rite écossais [réf. nécessaire]. Locution moderne, prétendument latine, de sens plus ou moins obscur.
Oremus pro invicem« Prions l'un pour l'autre. » Salutation en fin de correspondance entre ecclésiastiques.
Otium cum dignitate (it) (Cicéron)« Le repos dans l'honneur ; Noble oisiveté, »
Aller à l'index de locutions latines

### O homines ad servitutem paratos
Tacite, Annales, 3, 65. [Traduction : J. L. Burnouf ; Œuvres complètes de Tacite ; Paris ; Librairie de L. Hachette et Cie, rue Pierre-Sarrazin, no 14 ; 1859.]
| Exequi sententias haud institui nisi insignis per honestum aut notabili dedecore, quod praecipuum munus annalium reor ne uirtutes sileantur utque prauis dictis factisque ex posteritate et infamia metus sit. Ceterum tempora illa adeo infecta et adulatione sordida fuere ut non modo primores ciuitatis, quibus claritudo sua obsequiis protegenda erat, sed omnes consulares, magna pars eorum qui praetura functi multique etiam pedarii senatores certatim exsurgerent foedaque et nimia censerent. Memoriae proditur Tiberium, quoties curia egrederetur, Graecis uerbis in hunc modum eloqui solitum "o homines ad seruitutem paratos !" scilicet etiam illum qui libertatem publicam nollet tam proiectae seruientium patientiae taedebat. | Mon dessein n'est pas de rapporter toutes les opinions : je me borne à celles que signale un caractère particulier de noblesse ou d'avilissement, persuadé que le principal objet de l'histoire est de préserver les vertus de l'oubli, et d'attacher aux paroles et aux actions perverses la crainte de l'infamie et de la postérité. Au reste, dans ce siècle infecté d'adulation et de bassesse, la contagion ne s'arrêtait pas aux premiers de l'État, qui avaient besoin de cacher un nom trop brillant sous l'empressement de leurs respects : tous les consulaires, une grande partie des anciens préteurs, et même beaucoup de sénateurs obscurs, se levaient à l'envi pour voter les flatteries les plus honteuses et les plus exagérées. On raconte que Tibère, chaque fois qu'il sortait du sénat, s'écriait en grec : "Ô hommes prêts à tout esclavage !" Ainsi, celui même qui ne voulait pas de la liberté publique ne voyait qu'avec dégoût leur servile et patiente abjection. |
Retour à la liste des locutions latines.

### O tempora, o mores
Cicéron, Catilinaires, 1, 1. [Traduction : Maurice Rat; Paris, Garnier, 1931.]
| O tempora, o mores ! Senatus haec intellegit. Consul uidet ; hic tamen uiuit. Viuit ? Immo uero etiam in senatum uenit, fit publici consilii particeps, notat et designat oculis ad caedem unum quemque nostrum. Nos autem fortes uiri satis facere rei publicae uidemur, si istius furorem ac tela uitemus. Ad mortem te, Catilina, duci iussu consulis iam pridem oportebat, in te conferri pestem, quam tu in nos (omnes iam diu) machinaris. | O temps! ô mœurs ! tous ces complots, le Sénat les connaît, le consul les voit, et Catilina vit encore ! Il vit ; que dis-je ? Il vient au Sénat ; il est admis aux conseils de la République ; il choisit parmi nous et marque de l'œil ceux qu'il veut immoler. Et nous, hommes pleins de courage, nous croyons faire assez pour la patrie si nous évitons sa fureur et ses poignards ! Depuis longtemps Astyanax, le fils d'Andromaque, aurait dû t'envoyer à la mort et faire tomber ta tête sous le glaive dont tu veux tous nous frapper. |
Retour à la liste des locutions latines.

### O tempus edax!
Ovide, Métamorphoses, 15, 234-236. [Traduction : G.T. Villenave ; Paris, 1806.]
| Tempus edax rerum, tuque, inuidiosa uetustas, omnia destruitis uitiataque dentibus aeui paulatim lenta consumitis omnia morte! | Temps, qui dévores ce qui existe ; et toi, Vieillesse envieuse, vous détruisez tout ; et ce que la lime de l'âge a sourdement usé, vous le consumez par une lente mort. |
Retour à la liste des locutions latines.

### Oculos habent et non videbunt
Bible, Psaume 115. [Traduction : Louis Segond, 1910.]
| 4. Simulacra gentium argentum et aurum, opera manuum hominum. 5. Os habent, et non loquentur ; oculos habent, et non videbunt. 6. Aures habent, et non audient ; nares habent, et non odorabunt. 7. Manus habent, et non palpabunt ; pedes habent, et non ambulabunt ; non clamabunt in gutture suo. 8. Similes illis fiant qui faciunt ea, et omnes qui confidunt in eis. | 4. Leurs idoles sont de l'argent et de l'or. Elles sont l'ouvrage de la main des hommes. 5. Elles ont une bouche et ne parlent point ; Elles ont des yeux et ne voient point. 6. Elles ont des oreilles et n'entendent point ; Elles ont un nez et ne sentent point. 7. Elles ont des mains et ne touchent point ; Des pieds et ne marchent point ; Elles ne produisent aucun son dans leur gosier. 8. Ils leur ressemblent, ceux qui les fabriquent ; Tous ceux qui se confient en elles. |
Retour à la liste des locutions latines.

### Odi et amo
Catulle, Poèmes, 85. [Traduction : Maurice Rat ; Paris, Garnier, 1931.]
Odi et amo. Quare id faciam, fortasse requiris.
Nescio, sed fieri sentio et excrucior.
Je hais et j'aime. – Comment cela se fait-il ? demandez-vous peut-être.
– Je l'ignore ; mais je le sens, et c'est là un supplice.
Nota : texte mis en musique par Carl Orff (1943).
Retour à la liste des locutions latines.

### Omnia mea mecum porto
Cicéron, Les Paradoxes, 1, 1, 8. [Traduction : Collection des auteurs latins publiée sous la direction de M. Nisard, tome I ; Paris, Dubochet, 1840.]
| Ego umquam bona perdidisse dicam, si quis pecus aut supellectilem amiserit, nec non saepe laudabo sapientem illum, Biantem, ut opinor, qui numeratur in septem; cuius quom patriam Prienam cepisset hostis ceterique ita fugerent, ut multa de suis rebus asportarent, cum esset admonitus a quodam, ut idem ipse faceret, 'Ego uero', inquit, 'facio; nam omnia mecum porto mea'. Ille haec ludibria fortunae ne sua quidem putauit, quae nos appellamus etiam bona. Quid est igitur, quaeret aliquis, bonum ? Si, quod recte fit et honeste et cum uirtute, id bene fieri uere dicitur, quod rectum et honestum et cum uirtute est, id solum opinor bonum. | Je ne dirai jamais qu'en perdant un troupeau ou des meubles on perd des biens, et je citerai souvent avec éloge l'un des sept sages, Bias, à ce que je crois, dont la patrie, Priène, venait de tomber aux mains des ennemis. Tous ses concitoyens fuyaient, emportant avec eux le plus qu'ils pouvaient ; on l'engage à suivre leur exemple : « C'est ce que je fais, repart-il, car je porte tous mes biens avec moi.» Il regardait comme des jouets de la fortune tous ces "biens" selon notre langage. […] Ce qui est droit, honnête et vertueux, est, selon moi, le seul bien. |
Retour à la liste des locutions latines.